# Arum pictum
Arum pictum là một loài thực vật có hoa trong họ Ráy (Araceae). Loài này được L.f. mô tả khoa học đầu tiên năm 1782.

## Hình ảnh

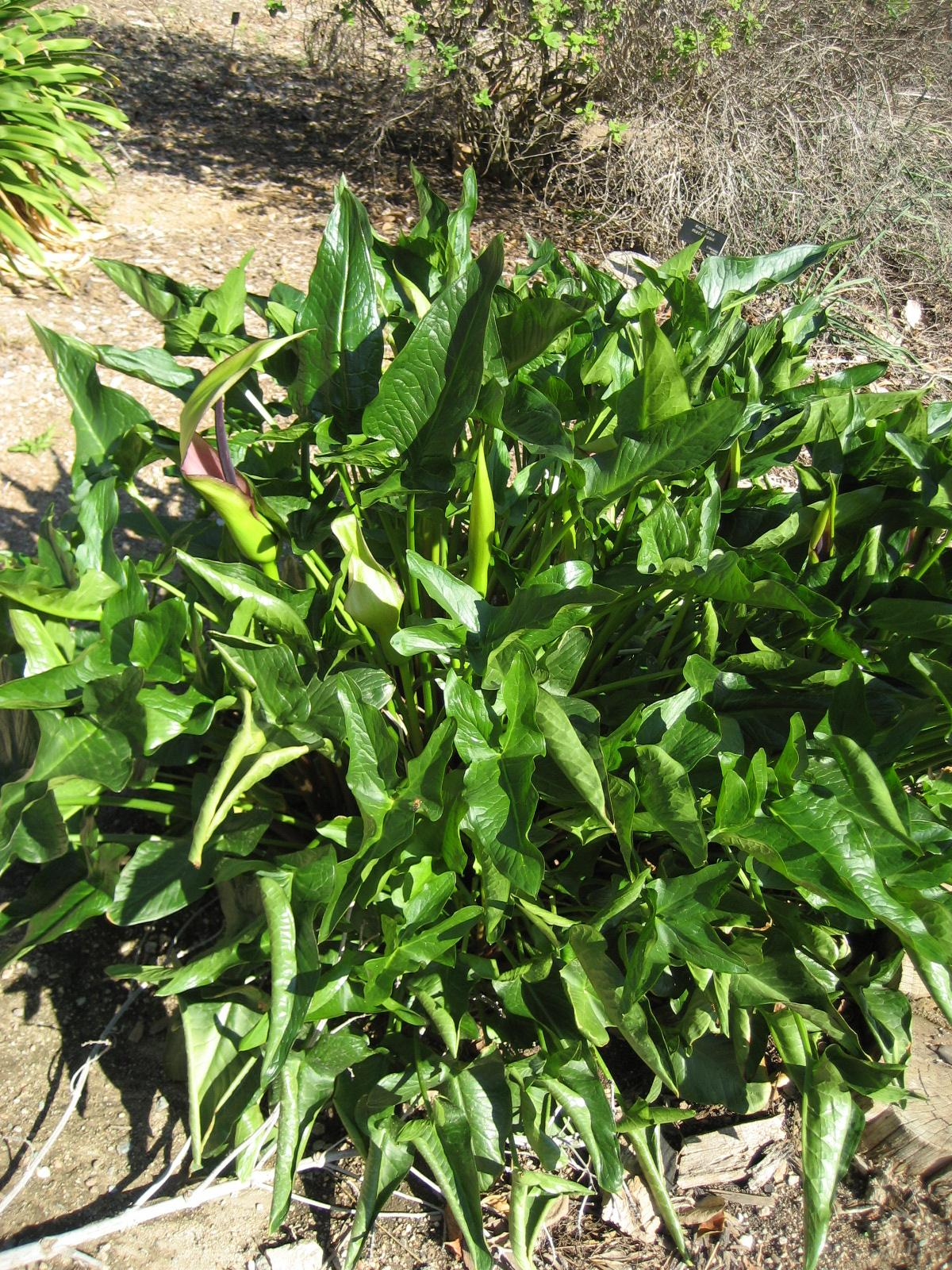
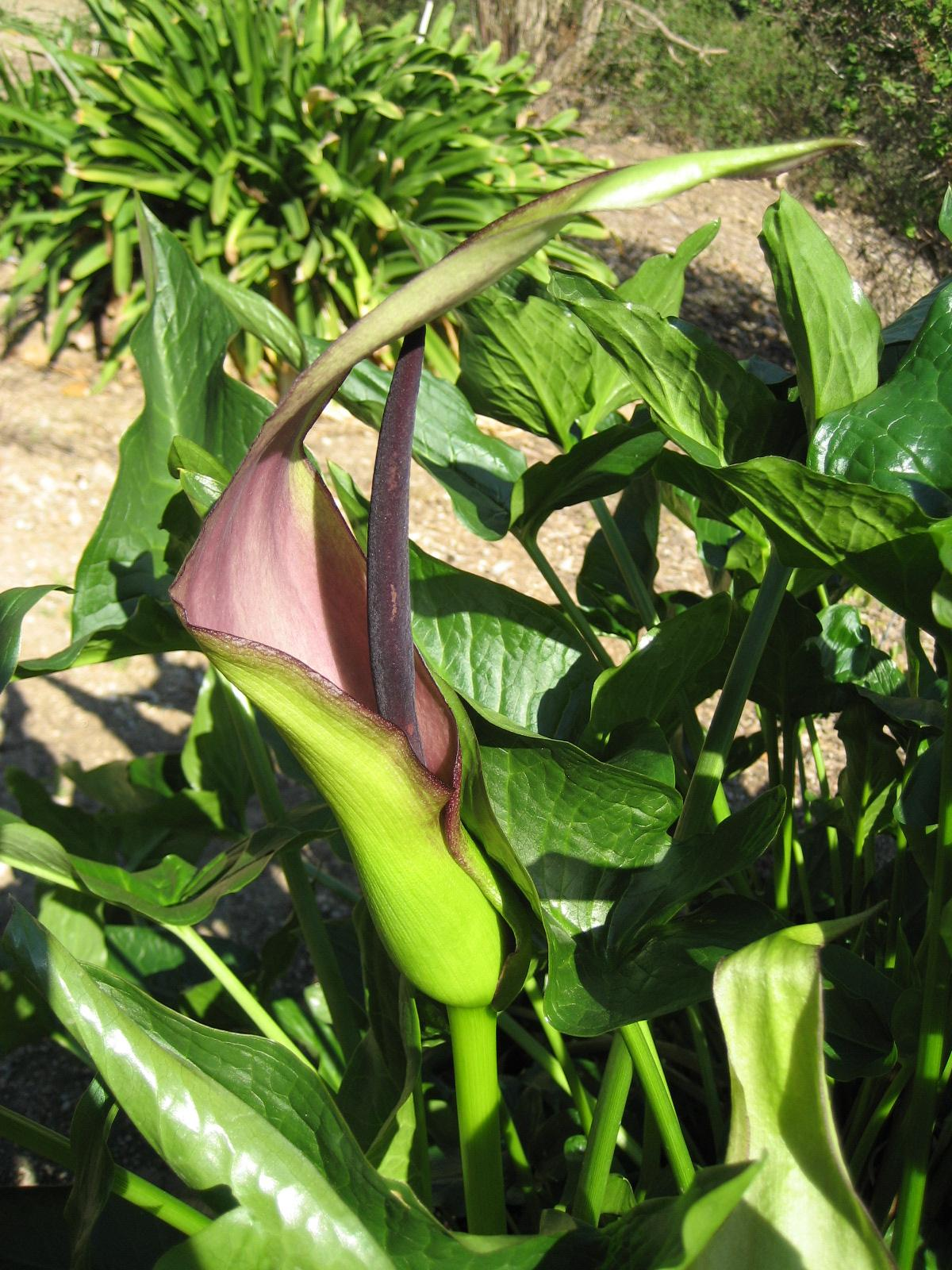